# Danh sách tiểu hành tinh: 15501–15600
| Tên                  | Tên đầu tiên | Ngày phát hiện       | Nơi phát hiện                      | Người phát hiện       |
| -------------------- | ------------ | -------------------- | ---------------------------------- | --------------------- |
| 15501 Pepawlowski    | 1999 NK10    | 13 tháng 7 năm 1999  | Socorro                            | LINEAR                |
| 15502 -              | 1999 NV27    | 14 tháng 7 năm 1999  | Socorro                            | LINEAR                |
| 15503 -              | 1999 RD25    | 7 tháng 9 năm 1999   | Socorro                            | LINEAR                |
| 15504 -              | 1999 RG33    | 4 tháng 9 năm 1999   | Catalina                           | CSS                   |
| 15505 -              | 1999 RF56    | 7 tháng 9 năm 1999   | Socorro                            | LINEAR                |
| 15506 Preygel        | 1999 RX132   | 9 tháng 9 năm 1999   | Socorro                            | LINEAR                |
| 15507 Rengarajan     | 1999 RC166   | 9 tháng 9 năm 1999   | Socorro                            | LINEAR                |
| 15508 -              | 1999 TE38    | 1 tháng 10 năm 1999  | Catalina                           | CSS                   |
| 15509 -              | 1999 TX113   | 4 tháng 10 năm 1999  | Socorro                            | LINEAR                |
| 15510 Phoeberounds   | 1999 TF127   | 4 tháng 10 năm 1999  | Socorro                            | LINEAR                |
| 15511 -              | 1999 TD185   | 12 tháng 10 năm 1999 | Socorro                            | LINEAR                |
| 15512 Snyder         | 1999 UK1     | 18 tháng 10 năm 1999 | Junk Bond                          | J. Medkeff, D. Healy  |
| 15513 Emmermann      | 1999 UV38    | 29 tháng 10 năm 1999 | Anderson Mesa                      | LONEOS                |
| 15514 -              | 1999 VW24    | 13 tháng 11 năm 1999 | Oizumi                             | T. Kobayashi          |
| 15515 -              | 1999 VN80    | 4 tháng 11 năm 1999  | Socorro                            | LINEAR                |
| 15516 -              | 1999 VN86    | 5 tháng 11 năm 1999  | Socorro                            | LINEAR                |
| 15517 -              | 1999 VS113   | 4 tháng 11 năm 1999  | Catalina                           | CSS                   |
| 15518 -              | 1999 VY153   | 10 tháng 11 năm 1999 | Catalina                           | CSS                   |
| 15519 -              | 1999 XW      | 2 tháng 12 năm 1999  | Oizumi                             | T. Kobayashi          |
| 15520 -              | 1999 XK98    | 7 tháng 12 năm 1999  | Socorro                            | LINEAR                |
| 15521 -              | 1999 XH133   | 12 tháng 12 năm 1999 | Socorro                            | LINEAR                |
| 15522 Trueblood      | 1999 XX136   | 14 tháng 12 năm 1999 | Fountain Hills                     | C. W. Juels           |
| 15523 Grenville      | 1999 XE151   | 9 tháng 12 năm 1999  | Anderson Mesa                      | LONEOS                |
| 15524 -              | 1999 XO175   | 10 tháng 12 năm 1999 | Socorro                            | LINEAR                |
| 15525 -              | 1999 XH176   | 10 tháng 12 năm 1999 | Socorro                            | LINEAR                |
| 15526 -              | 1999 XH229   | 8 tháng 12 năm 1999  | Anderson Mesa                      | LONEOS                |
| 15527 -              | 1999 YY2     | 16 tháng 12 năm 1999 | Socorro                            | LINEAR                |
| 15528 -              | 2000 AJ10    | 3 tháng 1 năm 2000   | Socorro                            | LINEAR                |
| 15529 -              | 2000 AA80    | 5 tháng 1 năm 2000   | Socorro                            | LINEAR                |
| 15530 Kuber          | 2000 AV98    | 5 tháng 1 năm 2000   | Socorro                            | LINEAR                |
| 15531 -              | 2000 AV99    | 5 tháng 1 năm 2000   | Socorro                            | LINEAR                |
| 15532 -              | 2000 AP126   | 5 tháng 1 năm 2000   | Socorro                            | LINEAR                |
| 15533 -              | 2000 AP138   | 5 tháng 1 năm 2000   | Socorro                            | LINEAR                |
| 15534 -              | 2000 AQ164   | 5 tháng 1 năm 2000   | Socorro                            | LINEAR                |
| 15535 -              | 2000 AT177   | 7 tháng 1 năm 2000   | Socorro                            | LINEAR                |
| 15536 -              | 2000 AG191   | 8 tháng 1 năm 2000   | Socorro                            | LINEAR                |
| 15537 -              | 2000 AM199   | 9 tháng 1 năm 2000   | Socorro                            | LINEAR                |
| 15538 -              | 2000 BW14    | 31 tháng 1 năm 2000  | Oizumi                             | T. Kobayashi          |
| 15539 -              | 2000 CN3     | 2 tháng 2 năm 2000   | Socorro                            | LINEAR                |
| 15540 -              | 2000 CF18    | 2 tháng 2 năm 2000   | Socorro                            | LINEAR                |
| 15541 -              | 2000 CN63    | 2 tháng 2 năm 2000   | Socorro                            | LINEAR                |
| 15542 -              | 2000 DN3     | 28 tháng 2 năm 2000  | Đài thiên văn Zvjezdarnica Višnjan | K. Korlević, M. Jurić |
| 15543 Elizateel      | 2000 DD96    | 29 tháng 2 năm 2000  | Socorro                            | LINEAR                |
| 15544 -              | 2000 EG17    | 3 tháng 3 năm 2000   | Socorro                            | LINEAR                |
| 15545 -              | 2000 EK46    | 9 tháng 3 năm 2000   | Socorro                            | LINEAR                |
| 15546 -              | 2000 EZ75    | 5 tháng 3 năm 2000   | Socorro                            | LINEAR                |
| 15547 -              | 2000 ET91    | 9 tháng 3 năm 2000   | Socorro                            | LINEAR                |
| 15548 -              | 2000 EJ147   | 4 tháng 3 năm 2000   | Catalina                           | CSS                   |
| 15549 -              | 2000 FN      | 25 tháng 3 năm 2000  | Oizumi                             | T. Kobayashi          |
| 15550 Sydney         | 2000 FR10    | 31 tháng 3 năm 2000  | Reedy Creek                        | J. Broughton          |
| 15551 Paddock        | 2000 FQ25    | 27 tháng 3 năm 2000  | Anderson Mesa                      | LONEOS                |
| 15552 -              | 2000 FO26    | 27 tháng 3 năm 2000  | Anderson Mesa                      | LONEOS                |
| 15553 Carachang      | 2000 FG45    | 29 tháng 3 năm 2000  | Socorro                            | LINEAR                |
| 15554 -              | 2000 FH46    | 29 tháng 3 năm 2000  | Socorro                            | LINEAR                |
| 15555 -              | 2000 FD49    | 30 tháng 3 năm 2000  | Socorro                            | LINEAR                |
| 15556 -              | 2000 FW49    | 30 tháng 3 năm 2000  | Socorro                            | LINEAR                |
| 15557 Kimcochran     | 2000 GV      | 2 tháng 4 năm 2000   | Kitt Peak                          | Spacewatch            |
| 15558 -              | 2000 GR2     | 3 tháng 4 năm 2000   | Socorro                            | LINEAR                |
| 15559 Abigailhines   | 2000 GR23    | 5 tháng 4 năm 2000   | Socorro                            | LINEAR                |
| 15560 -              | 2000 GR24    | 5 tháng 4 năm 2000   | Socorro                            | LINEAR                |
| 15561 -              | 2000 GU36    | 5 tháng 4 năm 2000   | Socorro                            | LINEAR                |
| 15562 -              | 2000 GF48    | 5 tháng 4 năm 2000   | Socorro                            | LINEAR                |
| 15563 Remsberg       | 2000 GG48    | 5 tháng 4 năm 2000   | Socorro                            | LINEAR                |
| 15564 -              | 2000 GU48    | 5 tháng 4 năm 2000   | Socorro                            | LINEAR                |
| 15565 Benjaminsteele | 2000 GM49    | 5 tháng 4 năm 2000   | Socorro                            | LINEAR                |
| 15566 Elizabethbaker | 2000 GD50    | 5 tháng 4 năm 2000   | Socorro                            | LINEAR                |
| 15567 Giacomelli     | 2000 GF53    | 5 tháng 4 năm 2000   | Socorro                            | LINEAR                |
| 15568 -              | 2000 GP54    | 5 tháng 4 năm 2000   | Socorro                            | LINEAR                |
| 15569 Feinberg       | 2000 GC60    | 5 tháng 4 năm 2000   | Socorro                            | LINEAR                |
| 15570 -              | 2000 GT60    | 5 tháng 4 năm 2000   | Socorro                            | LINEAR                |
| 15571 -              | 2000 GM61    | 5 tháng 4 năm 2000   | Socorro                            | LINEAR                |
| 15572 -              | 2000 GH65    | 5 tháng 4 năm 2000   | Socorro                            | LINEAR                |
| 15573 -              | 2000 GX65    | 5 tháng 4 năm 2000   | Socorro                            | LINEAR                |
| 15574 Stephaniehass  | 2000 GF66    | 5 tháng 4 năm 2000   | Socorro                            | LINEAR                |
| 15575 -              | 2000 GC68    | 5 tháng 4 năm 2000   | Socorro                            | LINEAR                |
| 15576 Munday         | 2000 GK68    | 5 tháng 4 năm 2000   | Socorro                            | LINEAR                |
| 15577 Gywilliams     | 2000 GN68    | 5 tháng 4 năm 2000   | Socorro                            | LINEAR                |
| 15578 -              | 2000 GW69    | 5 tháng 4 năm 2000   | Socorro                            | LINEAR                |
| 15579 -              | 2000 GP70    | 5 tháng 4 năm 2000   | Socorro                            | LINEAR                |
| 15580 -              | 2000 GE71    | 5 tháng 4 năm 2000   | Socorro                            | LINEAR                |
| 15581 -              | 2000 GV72    | 5 tháng 4 năm 2000   | Socorro                            | LINEAR                |
| 15582 Russellburrows | 2000 GZ73    | 5 tháng 4 năm 2000   | Socorro                            | LINEAR                |
| 15583 Hanick         | 2000 GM74    | 5 tháng 4 năm 2000   | Socorro                            | LINEAR                |
| 15584 -              | 2000 GO74    | 5 tháng 4 năm 2000   | Socorro                            | LINEAR                |
| 15585 -              | 2000 GR74    | 5 tháng 4 năm 2000   | Socorro                            | LINEAR                |
| 15586 -              | 2000 GV75    | 5 tháng 4 năm 2000   | Socorro                            | LINEAR                |
| 15587 -              | 2000 GK76    | 5 tháng 4 năm 2000   | Socorro                            | LINEAR                |
| 15588 -              | 2000 GO79    | 5 tháng 4 năm 2000   | Socorro                            | LINEAR                |
| 15589 -              | 2000 GB80    | 6 tháng 4 năm 2000   | Socorro                            | LINEAR                |
| 15590 -              | 2000 GH82    | 7 tháng 4 năm 2000   | Đài thiên văn Zvjezdarnica Višnjan | K. Korlević           |
| 15591 -              | 2000 GP89    | 4 tháng 4 năm 2000   | Socorro                            | LINEAR                |
| 15592 -              | 2000 GJ91    | 4 tháng 4 năm 2000   | Socorro                            | LINEAR                |
| 15593 -              | 2000 GR93    | 5 tháng 4 năm 2000   | Socorro                            | LINEAR                |
| 15594 Castillo       | 2000 GG95    | 6 tháng 4 năm 2000   | Socorro                            | LINEAR                |
| 15595 -              | 2000 GX95    | 6 tháng 4 năm 2000   | Socorro                            | LINEAR                |
| 15596 -              | 2000 GZ95    | 6 tháng 4 năm 2000   | Socorro                            | LINEAR                |
| 15597 -              | 2000 GM96    | 6 tháng 4 năm 2000   | Socorro                            | LINEAR                |
| 15598 -              | 2000 GP96    | 6 tháng 4 năm 2000   | Socorro                            | LINEAR                |
| 15599 Richardlarson  | 2000 GF99    | 7 tháng 4 năm 2000   | Socorro                            | LINEAR                |
| 15600 -              | 2000 GY103   | 7 tháng 4 năm 2000   | Socorro                            | LINEAR                |